# Olympus E-500

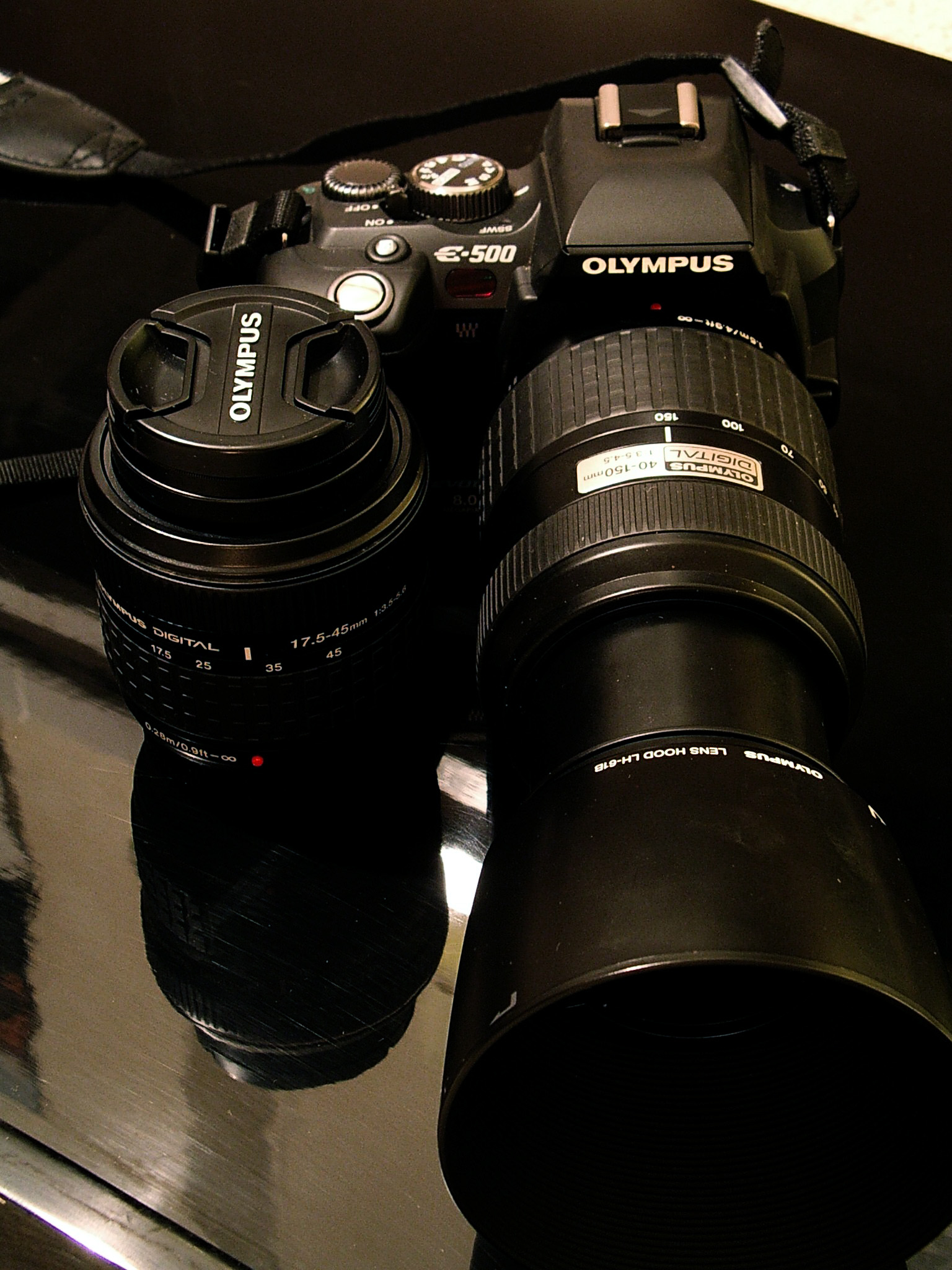

Olympus E-500 är en digital SLR-systemkamera (spegelreflexkamera) tillverkad av Olympus Corporation. Modellen släpptes 2005 och ersatte den tidigare Olympus E-300. Senare blev E-500 ersatt av E-510.
Kameran har bl.a. följande funktioner:
- 8,0 megapixel
- 3-Point Multiple AF
- ISO 50-3200
- FourThirds-lins